# Пекельне пекло
Пекельне пекло — австралійсько-американський комедійний фільм жахів 2020 року. Режисер Алістер Грірсон; сценарист. Роберт Бенжамін. Продюсери Джошуа Пол та Бретт Торнквест. Світова прем'єра відбулася 9 вересня 2020 року; прем'єра в Україні — 2 вересня 2021 року.
Всі актори, які грали корінних жителів Фінляндії, насправді були австралійцями і вивчали фінську мову. Фільм знято на узбережжі Голд-Кост.

## Про фільм
Колишній військовий Рекс за збігом обставин заходить у банк в часі озброєного нападу на відділення. Захищаючись, він заволодів зброєю і перестріляв злочинців. Але під час перестрілки загинула співробітниця банку. Рекса засудили на 8 років.
Коли він звільняється, то виявляє все ще пильну увагу преси до себе: одні вважають його рятівником, інші — небезпечним для суспільства. Рекс переїжджає з Америки у спокійну та безпечну (на його думку) Фінляндію, але відразу ж потрапляє до божевільної сімейки.

## Знімались
| Актор            | Роль   |
| ---------------- | ------ |
| Бен О'тул        | Рекс   |
| Мег Фрейзер      | Алія   |
| Керолайн Крейг   | Мати   |
| Метью Сандерленд | Батько |
| Джек Фінстерер   | Дядько |